# Бейсбол на Универсиадах
Впервые соревнования по бейсболу проводились на Универсиаде в 1993 году.

Турниры по бейсболу на Универсиадах проводятся только с участием мужских сборных. 

## Результаты
| У      | Год  | Золото                    | Серебро                   | Бронза           |
| ------ | ---- | ------------------------- | ------------------------- | ---------------- |
| XVII   | 1993 | Куба                      | Республика Корея          | Канада           |
| XVIII  | 1995 | Куба                      | Республика Корея          | Япония           |
| XXVIII | 2015 | Япония / Китайский Тайбэй | Япония / Китайский Тайбэй | Республика Корея |

## Медальный зачёт
| Место | Страна           |   |   |   | Всего |
| ----- | ---------------- | - | - | - | ----- |
| 1     | Куба             | 2 | 0 | 0 | 2     |
| 2     | Республика Корея | 0 | 2 | 1 | 3     |
| 3     | Китайский Тайбэй | 1 | 0 | 0 | 1     |
| 4     | Япония           | 0 | 1 | 1 | 2     |
| 5     | Канада           | 0 | 0 | 1 | 1     |